# Psammotettix stummeri
Psammotettix stummeri är en insektsart som beskrevs av Géza Horváth 1904. Psammotettix stummeri ingår i släktet Psammotettix och familjen dvärgstritar. Inga underarter finns listade i Catalogue of Life.